# Кишакевич Йосип Маркелович
Йосип Кишаке́вич (26 жовтня 1872, Лежайськ — 18 квітня 1953, Львів) — український композитор і хоровий диригент, священник УГКЦ, військовий капелан.

## Життєпис

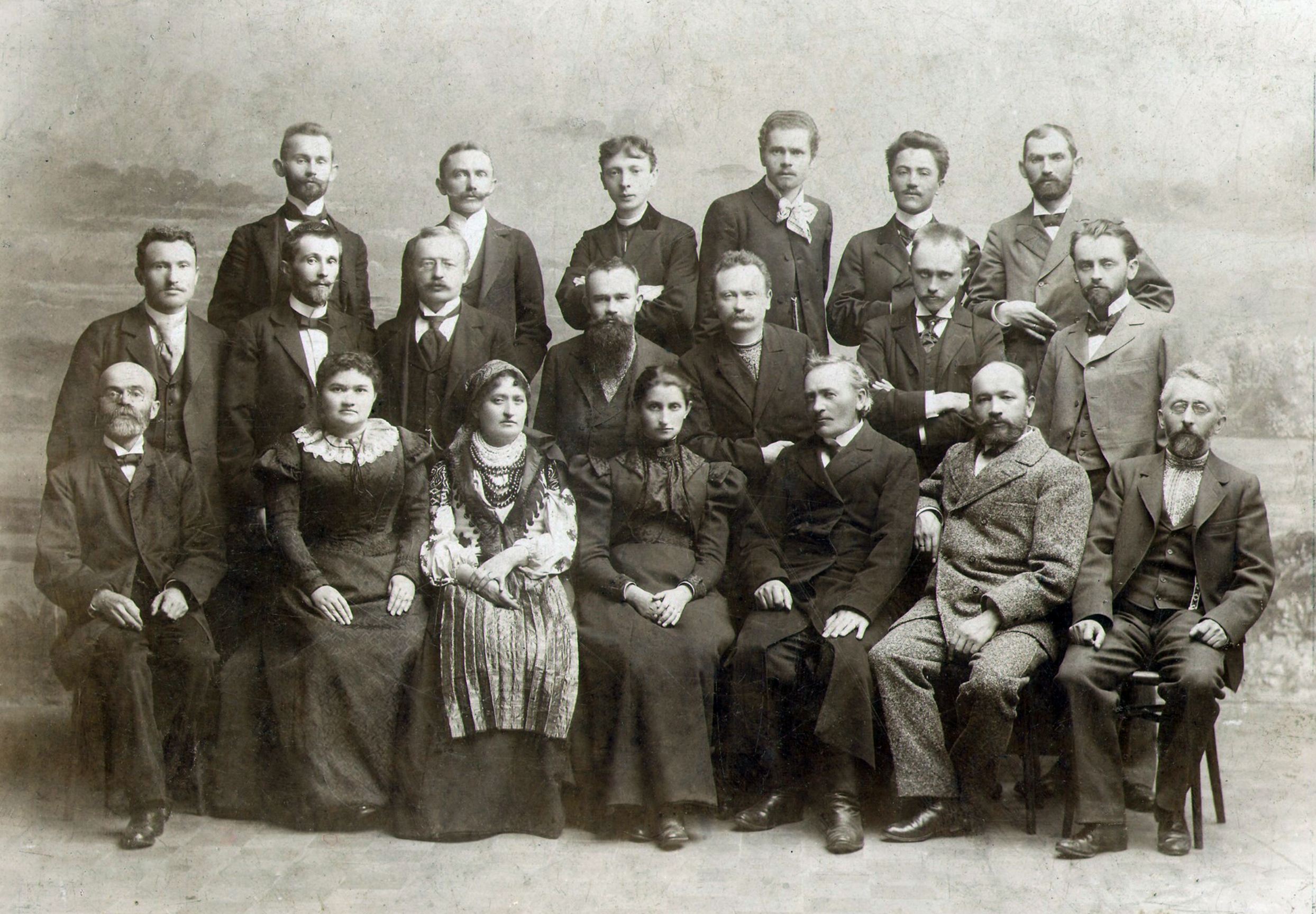
Учасники з'їзду українських письменників у Львові з нагоди 100-річчя виходу в світ «Енеїди» Котляревського, 1898 р: Сидять у першому ряду: Михайло Павлик, Євгенія Ярошинська, Наталія Кобринська, Ольга Кобилянська, Сильвестр Лепкий, Андрій Чайковський, Кость Паньківський (старший). Стоять у другому ряду: Іван Копач, Володимир Гнатюк, Осип Маковей, Михайло Грушевський, Іван Франко, Олександр Колесса, Богдан Лепкий. Стоять у третьому ряду: Іван Петрушевич, Філарет Колесса, Йосип Кишакевич, Іван Труш, Денис Лукіянович, Микола Івасюк.

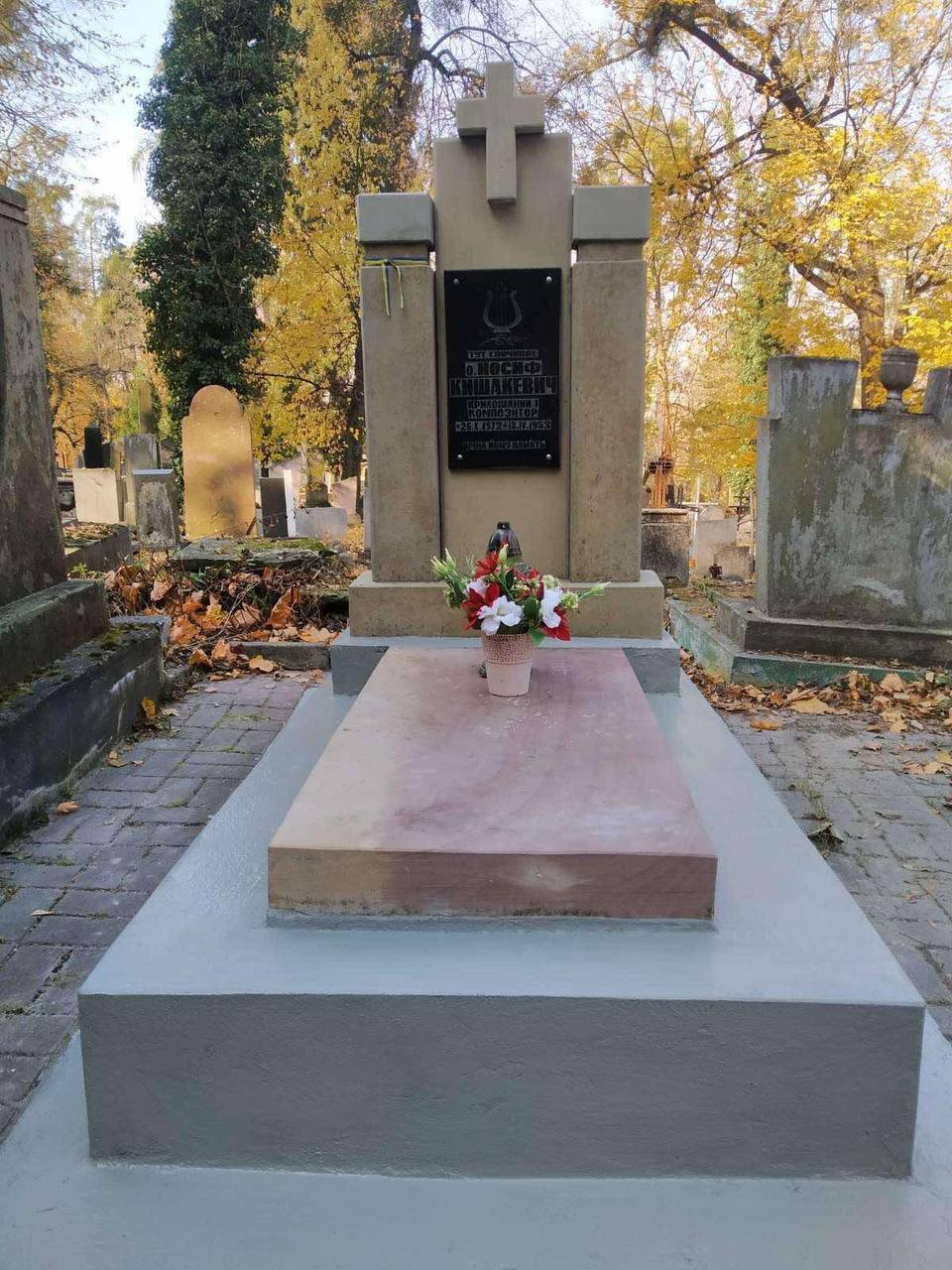
Могила о. Йосифа Кишакевича на Личаківському цвинтарі у Львові, 2022 р.

Народився 26 жовтня 1872 року в містечку Лежайську (нині територія Польщі).
Загальну початкову освіту одержав у рідному містечку, а потім навчався у гімназії в Перемишлі. У той час він розпочав компонувати квартети, вальси, сольні пісні, коломийки для гімназійного хору та оркестру.
У 1888 році закінчив музичну школу в Перемишлі, а 1891 року вступив до Львівського університету на філософський факультет (богослів'я).
Після закінчення університету 1896 року висвятився на священика та переїхав до Перемишля, де служив до 1901 року. Тут о. Йосиф Кишакевич написав багато хорових композицій, став одним із засновників хорового товариства «Боян» у Перемишлі, був диригентом цього хору. Був також одним із тих, хто брав участь в організації львівського «Бояна» (1891).
Військовий капелан — з 1901 до 1907 року в Ярославі, у 1907—1908 роках — у Львові, потім в Буді в Далмації у 1908—1912 роках, з 1912 до 1918 знову у Львові. З 1 листопада 1915 року — військовий капелан у званні майора (нім. feldoberkurat). Від 1921 року був капеланом у державній лікарні у Львові.
Відійшов у вічність 18 квітня 1953 року. Похований на Личаківському цвинтарі (поле 16).

## Нагороди Австро-Угорщини
- Лицарський хрест ордена Франца Йосифа[4]
- Духовний хрест заслуг ІІ ступеня на біло-червоній стрічці[4]
- Військовий Ювілейний хрест[4]
- Пам'ятний хрест 1912/13[4]

## Твори
Творча спадщина композитора значна: близько 200 творів духовної музики, понад 100 творів світської.
У часі служби військовим капеланом (1902—1914) писав духовну музику, зокрема написав «Витай між нами, Христе, витай» (1908), великий цикл колядок, а також твори військово-патріотичної тематики. У 1933 році до величного свята «Українська молодь Христові» о. Йосиф написав гімн «О спомагай нас, Діво Маріє».
Він написав кілька варіантів музики до Божественної Літургії.
Автор менших та більших хорів (кантати з оркестром до слів Шевченка) і церковних хорів. Особливо цінними є його пізніші хорові мініатюри, як «Сосна» й інші з циклу «Лірична сюїта».